# Maria Parr
Maria Parr (Vanylven, comtat de Møre og Romsdal, 18 de gener de 1981) és una autora de literatura infantil noruega.
Estudià Literatura nòrdica a la Universitat de Bergen i és professora a temps parcial en una institució d'educació secundària.
Va debutar el 2005 com a escriptora amb Vaffelhjarte (Cors de gofra), que va ser nominat al premi Brage, va guanyar el premi de literatura infantil Nynorsk i va ser posteriorment convertit en sèrie televisiva a l'emissora Norsk Rikskringkasting (2011). El seu segon llibre, Tonje Glimmerdal (Tània Claravall), es va publicar el 2009 i va guanyar el premi Brage en la categoria de llibres infantils i juvenils i diversos altres premis. El seu tercer llibre, Keeperen og havet (La Lena, en Trille i el mar, 2017), té els mateixos protagonistes que el primer, la Lena i en Trille, i segueix les seves aventures durant un any. Ha guanyat també el premi Brage. Tots ells han estat traduïts a diversos idiomes, més d'una dotzena, entre els quals el català.
Els protagonistes dels llibres de Maria Parr són infants de 10-12 anys, que no són nens però tampoc encara joves, i que, més enllà de les aventures esbojarrades que viuen en els seus pobles nevats vora el mar, descobreixen la complexitat de les relacions humanes, entre ells mateixos i també amb el món dels adults. Cal destacar també el lideratge i intrepidesa dels personatges femenins: la Lena i la Tània.

## Publicacions
- Vaffelhjarte, Oslo: 2005; en català: Cors de gofra. Madrid: Nordica, 2017
- Tonje Glimmerdal, Oslo: 2009; en català: Tània Claravall. Madrid: Nordica, 2018
- Keeperen og havet, Oslo: 2017; en català: La Lena, en Trille i el mar. Madrid: Nordica, 2020
- Storebror, Oslo: 2019